# Homo novus
Homo novus (с лат. — «новый человек», мн. ч. homines novi) — в Древнем Риме — название человека из незнатного и малоизвестного рода или из плебса, получившего высшие магистратуры («курульный магистрат»), в отличие от нобилитета (точное определение новых людей и нобилитета в древнеримских источниках отсутствует).
Во времена Древнего Рима слово novus имело трудноуловимый в современных языках оттенок презрения (ср. «новый русский», «новодел», «нувориш»).
Среди «новых людей» — Гай Марий, Марк Туллий Цицерон (homo novus Arpinas подчёркивало его провинциальное происхождение), Марк Порций Катон Старший, Марк Випсаний Агриппа, Гай Фламиний, Гней Маллий Максим. При империи в связи с либерализацией взглядов на знатность происхождения число «новых людей» возросло.
В русском языке XIX века словосочетание использовалось как характеристика человека, добившегося успеха самостоятельно, без связи с происхождением.